# Dedina (Kruševac)
Pour les articles homonymes, voir Dedina.
Dedina (en serbe cyrillique : Дедина) est une localité de Serbie située sur le territoire de la Ville de Kruševac, district de Rasina. Au recensement de 2011, elle comptait 2 613 habitants.
Dedina est officiellement classée parmi les villages de Serbie.

## Démographie

### Évolution historique de la population
| 1948  | 1953  | 1961  | 1971  | 1981  | 1991  | 2002  | 2011  |
| ----- | ----- | ----- | ----- | ----- | ----- | ----- | ----- |
| 1 180 | 1 322 | 1 573 | 2 006 | 2 682 | 2 798 | 2 775 | 2 613 |

|  |